# Ophioleptoplax megapora
Ophioleptoplax megapora är en ormstjärneart som beskrevs av Hubert Lyman Clark 1911. Ophioleptoplax megapora ingår i släktet Ophioleptoplax och familjen skinnormstjärnor. Inga underarter finns listade i Catalogue of Life.